# Isaias Afewerki

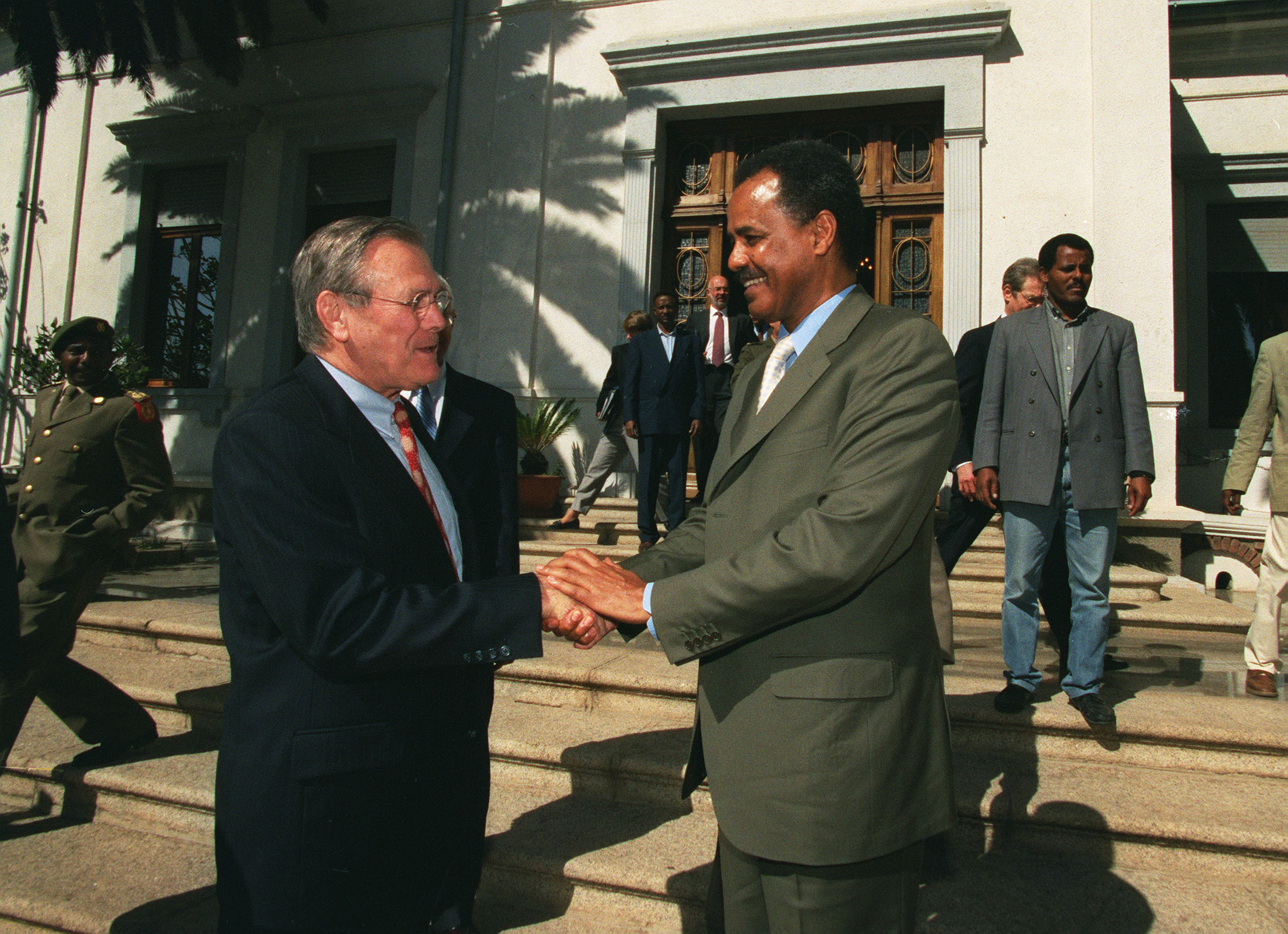
De Amerikaanse minister van Defensie Donald Rumsfeld en Isaias Afewerki schudden elkaar de hand op 10 december 2002 in Eritrea

Isaias (Isayas) Afewerki (Tigrinya: ኢሳይያስ ኣፈወርቂ), ook wel Afwerki of Afeworki (Asmara (Eritrea), 2 februari 1946) is sinds het land in 1991 onafhankelijkheid verkreeg president van Eritrea. Hij heerst sindsdien als dictator over zijn land.

## Politieke carrière
Isaias werd lid van de Eritrese bevrijdingsbeweging, het Eritrean Liberation Front (ELF), in de strijd om de onafhankelijkheid van Eritrea van Ethiopië. In 1967 werd hij naar de Volksrepubliek China gestuurd voor een opleiding. Bij zijn terugkomst werd hij assistent-divisiecommandant. In 1970 was hij een van de grondleggers van het Eritrean People's Liberation Front (EPLF) dat zich afgesplitst had van het ELF. In deze beweging kreeg hij het commando over een gevechtseenheid. In 1977 werd Isaias assistent-secretaris-generaal van het EPLF, dat op dat moment de grootste gewapende groepering voor de bevrijding van Eritrea was geworden. In 1987 werd Isaias op een congres tot secretaris-generaal van de groepering uitgeroepen. Met de ineenstorting van het regime van Mengistu Haile Mariam in Ethiopië in 1991 trok het EPLF de stad Asmara binnen.

## President
Tegen deze tijd had Isaias zijn marxistische ideologie afgeschud en werd secretaris-generaal van een provisionele regering die een referendum over de onafhankelijkheid van Eritrea zou voorbereiden. Het referendum werd gehouden in 1993 en de Eritreeërs stemden met een overweldigende meerderheid voor de onafhankelijkheid. Isaias werd hierna de eerste president. Daarnaast is hij opperbevelhebber, secretaris van de enige toegestane partij PFDJ, voorzitter van de staatsraad en voorzitter van de Nationale Assemblee.
Sinds het onafhankelijkheidsreferendum in 1993 zijn er geen verkiezingen meer op nationaal niveau geweest. In 1997 werd een nieuwe grondwet geschreven. De partij van Isaias is de enige politieke partij in het land.  
In 1998 begon Ethiopië een hevige grensoorlog met Eritrea waarbij zo'n 80.000 mensen omkwamen, waarna een internationale troepenmacht in het grensgebied werd gelegerd. Afewerki heeft meermaals aangestuurd op een nieuw treffen, aangezien Ethiopië weigerde de uitspraak van het Permanent Hof van Arbitrage te respecteren. Op 12 juni 2016 braken gevechten uit tussen Eritrea en Ethiopië, deze duurden twee dagen. In juni 2018 hebben Afewerki en president Abiy Ahmed van Ethiopië een vredesakkoord getekend waarmee een einde moet komen aan de vijandelijkheden.